# Katakana
Katakana (片仮名, カタカナ eller かたかな) er et japansk stavelsesskrift (nærmere betegnet moraskrift), hvor hvert tegn repræsenterer en stavelse. Det bruges især til fremmedord og udenlandske navne. Til ord af japansk oprindelse bruges primært skriftsystemet hiragana, der følger samme grundlæggende struktur som katakana, og kanji, der er tegn af kinesisk oprindelse.
Hver katakana repræsenterer enten en vokal eller en konsonant med efterfølgende vokal. Undtagelsen der bekræfter reglen er ン, der står for konsonanten n, og som i modsætning til de andre kun kan bruges efter en anden katakana.

## Historie og udformning
Katakana blev udviklet i den tidlige Heian-tid (794-1185) fra de kinesiske skrifttegn manyogana, der oprindelig blev benyttet til at angive udtalen af tegn i Kanbun-tekster. Ved tegn hvor en bestemt udtale havde etableret sig, forenklede man så ved at udelade visse elementer. På den måde blev 加, der skal læses som ka, forenklet ved at man undlod 口 til katanaen カ.
Først senere gik man over til at skrive tegnene i samme rækkefølge som på japansk i øvrigt og at tilføje yderligere tegn til at markere bøjningsformer.
Forenklingerne ved udviklingen af katakana betyder, at de kun skal skrives med en til fire lige eller let buede streger og som oftest med spidse vinkler. Herved adskiller katakana sig tydeligt fra de ligeledes simple men mere afrundede hiragana og fra de til tider meget komplicerede kanji.

## Oversigt
Denne tabel viser katakana-tegnene og de tilsvarende læsemåder med latinske bogstaver efter systemet Modificeret Hepburn. Transkriptioner i rød er forældede, mens transkriptioner i grøn er moderne tilføjelser, der hovedsageligt benyttes til at repræsentere udtalen af fremmede sprog. Katakana kan ofte være svært at lære, da visse tegn ligner hinanden meget. shi シ og tsu ツ eller so ソ og n ン adskiller sig for eksempel kun ved forskelle i stregens retning. Det er et problem, der især gælder på tryk, mens forskellene ses tydeligere i håndskrift.
Som nævnt følger katakana sammen grundlæggende struktur som hiragana. De grundlæggende 46 tegn (dvs. tegnene indenfor firkanten A - N, eksklusive de forældede) er således ordnet på samme måde og med samme læsemåde. Japansk er imidlertid en af de mest lydfattige sprog, hvorfor mange udenlandske ord ikke kan omsættes direkte. Derfor er katakana suppleret med en række yderligere mulige kombinationer af tegn for at dække andre sprogs udtalemuligheder. Alligevel er det jævnligt nødvendigt at ændre på fremmedord for at få dem til at passe ind, og så japanerne kan udtale dem.
| Vokaler         | Vokaler          | Vokaler   | Vokaler        | Vokaler      | Youon     | Youon     | Youon     |
| ア a            | イ i             | ウ u      | エ e           | オ o         | ya        | yu        | yo        |
|                 |                  |           |                |              |           |           |           |
| カ ka           | キ ki            | ク ku     | ケ ke          | コ ko        | キャ kya  | キュ kyu  | キョ kyo  |
| サ sa           | シ shi           | ス su     | セ se          | ソ so        | シャ sha  | シュ shu  | ショ sho  |
| タ ta           | チ chi           | ツ tsu    | テ te          | ト to        | チャ cha  | チュ chu  | チョ cho  |
| ナ na           | ニ ni            | ヌ nu     | ネ ne          | ノ no        | ニャ nya  | ニュ nyu  | ニョ nyo  |
| ハ ha           | ヒ hi            | フ fu     | ヘ he          | ホ ho        | ヒャ hya  | ヒュ hyu  | ヒョ hyo  |
| マ ma           | ミ mi            | ム mu     | メ me          | モ mo        | ミャ mya  | ミュ myu  | ミョ myo  |
| ヤ ya           | yi1              | ユ yu     | ye1            | ヨ yo        |           |           |           |
| ラ ra           | リ ri            | ル ru     | レ re          | ロ ro        | リャ rya  | リュ ryu  | リョ ryo  |
| ワ wa           | ヰ wi            | wu1       | ヱ we          | ヲ wo 2      | ヰャ wya  | ヰュ wyu  | ヰョ wyo  |
|                 |                  |           |                | ン n         |           |           |           |
|                 |                  |           |                |              |           |           |           |
| ガ ga           | ギ gi            | グ gu     | ゲ ge          | ゴ go        | ギャ gya  | ギュ gyu  | ギョ gyo  |
| ザ za           | ジ ji            | ズ zu     | ゼ ze          | ゾ zo        | ジャ ja   | ジュ ju   | ジョ jo   |
| ダ da           | ヂ (ji)          | ヅ (dzu)  | デ de          | ド do        | ヂャ (ja) | ヂュ (ju) | ヂョ (jo) |
| バ ba           | ビ bi            | ブ bu     | ベ be          | ボ bo        | ビャ bya  | ビュ byu  | ビョ byo  |
| パ pa           | ピ pi            | プ pu     | ペ pe          | ポ po        | ピャ pya  | ピュ pyu  | ピョ pyo  |
|                 |                  |           |                |              |           |           |           |
|                 | (ヰェ) イィ (yi) |           | (ユェ) イェ ye |              |           |           |           |
| (ヷ) ヴァ va    | (ヸ) ヴィ vi     | (゙) ヴ vu  | (ヹ) ヴェ ve   | (ヺ) ヴォ vo | ヴャ vya  | ヴュ vyu  | ヴョ vyo  |
|                 |                  |           | シェ she       |              |           |           |           |
|                 |                  |           | ジェ je        |              |           |           |           |
|                 |                  |           | チェ che       |              |           |           |           |
| スァ swa        | スィ si          | スゥ swu  | スェ swe       | スォ swo     | スャ sya  | スュ syu  | スョ syo  |
| ズァ zwa        | ズィ zi          | ズゥ zwu  | ズェ zwe       | ズォ zwo     | ズャ zya  | ズュ zyu  | ズョ zyo  |
| ツァ tsa        | ツィ tsi         |           | ツェ tse       | ツォ tso     |           |           |           |
| テァ tha        | ティ ti          | テゥ thu  | テェ tye       | テォ tho     | テャ tya  | テュ tyu  | テョ tyo  |
| デァ dha        | ディ di          | デゥ dhu  | デェ dye       | デォ dho     | デャ dya  | デュ dyu  | デョ dyo  |
| トァ twa        | トィ twi         | トゥ tu   | トェ twe       | トォ two     |           |           |           |
| ドァ dwa        | ドィ dwi         | ドゥ du   | ドェ dwe       | ドォ dwo     |           |           |           |
| ファ fa         | フィ fi          | ホゥ hu   | フェ fe        | フォ fo      | フャ fya  | フュ fyu  | フョ fyo  |
|                 | リィ ryi         |           | リェ rye       |              |           |           |           |
| ウァ (wa)       | ウィ wi          | ウゥ (wu) | ウェ we        | ウォ wo      | ウャ wya  | ウュ wyu  | ウョ wyo  |
| (クヮ) クァ kwa | クィ kwi         | クゥ kwu  | クェ kwe       | クォ kwo     |           |           |           |
| (グヮ) グァ gwa | グィ gwi         | グゥ gwu  | グェ gwe       | グォ gwo     |           |           |           |
| (ムヮ) ムァ mwa | ムィ mwi         | ムゥ mwu  | ムェ mwe       | ムォ mwo     |           |           |           |
| ヵ lille ka     |                  |           | ヶ lille ke3   |              |           |           |           |

1Disse forældede katakana fremkom i enkelte tekstbøger fra 1873 men kom aldrig i almindelig brug.
2I nyere tid benyttes ウォ (wo) til at gengive wo-lyden. Katakana-udgaven af wo, ヲ, bliver først og fremmest, om end sjældent, som partikel ligesom modparten を i hiragana. Partiklen udtales normalt som o.
3Den lille ke (ヶ) er en forkortelse for kanjien 箇 og udtales i stednavne som ga. Ofte benyttes dog i stedet den lille ka (ヵ).

## Brug
I Meiji-perioden blev katakana stadig brugt til at skrive partikler og grammatiske endelser (okurigana), især i officielle dokumenter. I moderne japansk har hiragana imidlertid overtaget den rolle,
Den hyppigste brug af katakana i moderne japansk omfatter transkription af fremmedord (gairaigo) og udenlandske navne. Det almindelige ord for fjernsyn er således テレビ, terebi, en forkortelse af det franske ord télévision. Mens den tyske kansler Angela Merkel på japansk vil blive omtalt som アンゲラ・メルケル, angera·merukeru.
Ved visse verber skrives ordstammen med katakana. Disse verber, der især bruges blandt unge, er afledt af fremmedord. Et eksempel er サボる, saboru (pjække), der er afledt af sabotage.
I kanji-ordbøger angives læsemåden on-yomi for en kanji med katakana for at lette forståelsen mens læsemåden kun-yomi angives med hiragana. Dette omfatter dog kun ordbøger. Når gamle japanske eller kinesiske ord, hvis kanji er sjældne eller usædvanlige nu om stunder, forekommer i løbende tekst, angives begge læsemåder med hiragana.
Begreber der skrives med sjældne kinesiske skrifttegn, dvs. tegn der ikke hører til de 1.945 Jouyou-kanji, skrives også ofte med katakana. Ved sammensætninger bliver ofte kun et skrifttegn erstattet af katakana. Det er især normalt ved medicinske begreber. I ordet for det medicinske speciale for hudsygdomme, dermatologi (皮膚科, hifuka) anses den anden kanji 膚 for svær, hvorfor hifuku normalt skrives med inddragelse af katakana som 皮フ科 eller ヒフ科. Også kanjien 癌, gan (kræft), skrives ofte med hiragana eller katakana. Navne på dyr, planter og mineraler skrives ofte også med sjældne kanji, hvorfor man ofte forenkler ved at skrive dem med katakana i stedet. Mange sushi-restauranter bruger dog alligevel kanji for de enkelte fiskearter.
Japanske familievirksomheder bruger ofte efternavnet skrevet med katakana som navn på virksomheden, også selvom de i mellemtiden er blevet særdeles store som f.eks. bilproducenterne Suzuki (スズキ) og Toyota (トヨタ).
Katakana bruges også som blikfang og understregning, især på skilte. Typiske eksempler er ココ  koko (her), ゴミ gomi (affald) og メガネ megane (briller). I reklamer skrives enkelte sætningsled også med katakana, f.eks. ヨロシク, yoroshiku (gør venligst).
Indtil 1988 blev telegrammer udelukkende skrevet med katakana i Japan. Indtil indførelsen af mer-byte-tegn i 1980'erne kunne japanske computere heller ikke skrive andet end katakana.
Skrifttegn, der sættes over en kanji for at angive udtalen (furigana), skrives normalt med hiragana. Hvis udtalen ikke er japansk men engelsk, kinesisk eller et andet sprog skrives dog med katakana i stedet. Over forkortelsen JR (Japan Railways) finder man således f.eks. med småt ジェイアール (jei aaru), der viser hvordan forkortelsen skal udtales, her på tillempet engelsk.
En række kinesiske retter, der først kom til Japan i det 20. århundrede, skrives normalt med kanji, men udtalen er ikke den sinojapanske on-yomi men kantonesisk eller mandarin. På indpakninger i supermarkederne skrives navnene typisk med kanji, men læsemåden gengives desuden med katakana. For nemheds skyld undlader man dog ofte kanjiene og skriver ordene udelukkende med katakana:
- ウーロン茶 (烏龍茶), uuroncha (Oolong-te)
- チャーハン (炒飯), chaahan, (stegt ris)
- チャーシュー (叉焼), chaashuu, af kantonesisk Char siu, grillet svinekød
- シューマイ (焼売), shuumai, af kantonesisk siu maai, en Dim-Sum-variant.
- ラーメン (拉麺), raamen, ramen

I mangaer skrives mange lydord med katakana, om end undtagelser med hiragana forekommer. Katakana bruges også ofte til at tydeliggøre, at noget siges med en udenlandsk eller mærkelig accent. F.eks. kan en robot sige コンニチワ, konnichi wa (goddag) i stedet for det normale こんにちは med hiragana. Den kantede form på katakana giver derved et optisk indtryk af udtalen.
I efterkrigstiden var det på mode at give børn, især piger, fornavne med katakana med det resultat, at mange ældre kvinder nu har fornavne skrevet med katakana. Især brugte man udenlandske navne, der lød godt på japansk som f.eks. マリア, maria, og エリカ, erika.
Ved traditionel japansk musik bruges katakana til at skrive noder, f.eks. i Tozan-skolen for bambusfløjten shakuhachi og i Sankyoku-emsembler bestående af shakuhachi og strengeinstrumenterne koto og shamisen.

## Ortografi
Traditionelt skrives japansk og dermed også katakana lodret oppefra og ned, fra højre mod venstre, og bøger og mangaer skal læses fra det, der ved en dansk bog ville være bagsiden. På computere, hjemmesider og mange skilte skrives derimod vandret fra venstre mod højre, oppefra og ned som på de fleste vestlige sprog. Før i tiden kunne der desuden skrives fra højre mod venstre, men det benyttes nu kun på skilte, der skal signalisere gamle dage.
Ortografien for katakana minder meget om den for hiragana, men der er dog visse forskelle. Katakana er således ene om at benytte en streg (ー) til at angive, at den foregående vokal er lang, mens der i hiragana i stedet skrives en ekstra vokal. Denne ordbogsregel bliver dog ikke taget så nøje til daglig. Således ses ofte skilte, hvor f.eks. ordet for ramen skrives med hiragana og med en sådan streg, らーめん (raamen). Og selvom brugen af stregen egentlig kun burde omfatte låneord, så bliver mange rent japanaske ord alligevel skrevet i katakana med stregen, så det ikke falder i øjnene ved siden af de mange engelskprægede ord, f.eks. ローソク (蝋燭 roosoku, "stearinlys") eller ケータイ (携帯, keitai, "mobiltelefon").
Skrives der lodret er stregen også lodret. I denne form kan den også nemt kendes fra kanjien 一 (ichi, "et"), der også ved lodret skrift forbliver vandret. Ved normal transkription angives lang vokal med en macron (¯) over vokalen. Macron findes imidlertid ikke i dansk retskrivning, så her anbefales det at skrive to vokaler.
Som ved hiragana benyttes et lille tsu (ッ), en såkaldt sokuon til at fordoble den efterfølgende konsonant. Det samme sker ved transkription. Det engelske ord for seng, "bed", på japansk ベッド, kommer således tilbage som beddo.
Som nævnt i indledningen er japansk et af de mest lydfattige sprog, og katakana har derfor kun et begrænset antal muligheder at gøre godt med, når fremmedord skal omsættes. Derfor er det ikke altid helt enkelt at genkende et oprindelig udenlandsk ord skrevet med katakana. Selvom der findes retningslinjer har der alligevel i tidens løb etableret sig en række forskelle. F.eks. bliver de engelske ord "towel" (håndklæde) og "tower" (tårn), der minder meget om hinanden, på japansk til hhv. タオル (taoru) og タワー (tawaa). Ved nordiske sprog giver især de mange konsonanter problemer, og ofte må der tilføjes en række vokaler for at det til at passe med stavelserne. F.eks. bliver Stockholm til ストックホルム (Sutokkuhorumu). Bliver det for meget, afkortes der dog gerne på japansk, så f.eks. "sexual harassment" bliver til セクハラ (sekuhara)
Mange vokaler og konsonanter kan kun med besvær omsættes til katakana:
- "ch" der bruges i f.eks. tyske ord og navne som "Bach" bliver i katakana gengivet som ッ+ha. Komponisten Johann Sebastian Bach bliver på den måde til ヨハン・ゼバスティアン・バッハ (yohan·zebasuteian·bahha)
- R og L kan der ikke skelnes imellem. Det japanske "r" ligger et sted imellem de to.
- De tyske Umlaut ä, ö og ü findes ikke tilsvarende på japansk. "Ä" gengives oftes som "e", ved "ö" tager man et "e" til hjælp (ケーラー, keeraa' for "Köhler", kulsvier) eller et "u" (パスツール, pasutsuuru for "Pasteur"), mens "ü" erstattes af "yu" (リュプケ, ryupuke for "Lübke").

For japanere har transkriptionen dog en klar fordel: katakana giver dem en nem måde og entydig at udtale ordene på, også selvom denne kan være langt fra originalen. Navne skrevet med latinske bogstaver er derimod alt andet end entydige: som europæer udvikler man ganske vist en fornemmelse af, om et et navn er f.eks. engelsk, tysk, fransk, polsk eller spansk, og hvordan udtalen omtrent er. For japanere er de derimod ligeså problematiske, som kinesiske skrifttegn er det for europæere.
Da der ikke benyttes mellemrum i japansk skrift, adskilles ord i katakana med et punkt (・), på japansk 中黒 (nakaguro). Det bruges f.eks. til adskillelse af fornavn og efternavn ved udenlandske navne som i eksemplet med Bach ovenfor.

## Stregrækkefølge
Hvor det ved latinske bogstaver normalt ikke spiller nogen større rolle, hvilken rækkefølge de enkelte dele af dem skrives i, så går man betydeligt mere op i det ved japansk. På tryk og hjemmesider som her kan det ganske vist ikke ses, men navnlig ved kalligrafi, hvor tegnene skrives med en pensel, er forskellen på "rigtig" og "forkert" tydelig.
Bemærk i øvrigt er skemaet nedenfor er lagt ned i forhold til tabellen ovenfor, men at rækkefølgen for tegnene er den sammen, nu bare læst oppefra og ned, fra højre mod venstre.

## Tegnsæt
I de fleste skriftsæt findes katakana både i fuld bredde (全角 zenkaku, eng. full-width) og halv brede (半角 hankaku, eng. half-width). Katakana i halv bredde blev indført i 1969 med 8bit-JIS X 0201-standarden, hvor katakana står i det udvidede område fra 0x90 ved siden af ASCII-tegnene. Da det udvidede område kun havde plads til 128 tegn, nøjedes man med at implementere katakana. Katakana blev traditionelt skrevet i kvadratiske felter ligesom de kinesiske skrifttegn. De daværende skriftsæt opererede imidlertid med en tegnbredde svarende til et halvt felt, hvorfor man udviklede et katakana-skriftsæt, der kun var i halv bredde. På den måde var det muligt at skrive japansk med et 8bit-skriftsæt, også selvom man måtte undvære hiragana og kanji.
I slutningen af 1970'erne udvikledes to-byte-skriftsæt som JIS X 0208, der med plads til over 65.000 tegn gjorde det muligt at skrive både hiragana, katakana og kanji og dermed gengive japansk skrift fuldstændigt digitalt. Desuden tillod skriftsættene tegn i fuld bredde. JIS X 0208 indførte nu yderligere et område for katakana i fuld bredde. Disse katakana var ikke bare dobbelt så bredde men fyldte også dobbelt så meget digitalt, idet de blev gemt som to bytes.
Denne historiske udvikling er også grunden til, at der findes katakana i halv bredde men ikke tilsvarende hiragana i halv bredde.
Trods alle bestræbelser på at afskaffe det nu egentlig overflødige ekstra sæt katakana, så benyttes katakana i halv bredde stadig i forskellige systemer. Minidiscs benytter f.eks. JIS X 0201-lignende kodning, der udelukkende tillader ASCII og katakana i halv bredde. Katakana i halv bredde findes også i elektroniske kasseapparater og ved undertekster til dvd'er. De mest brugte japansk-skriftsæt som EUC-JP (Extended Unix Code), Unicode og Shift-JIS har katakana i både hel og halv bredde. ISO-2022-JP, der bruges til e-mail og Usenet, har derimod kun to-byte-katakana.

## Unicode
I Unicode omfatter katakana i fuld bredde felterne U+30A0 til U+30FF:
|     |  | 0  | 1  | 2  | 3  | 4  | 5  | 6  | 7  | 8  | 9  | A  | B  | C  | D  | E  | F  |
| 30A |  | ゠ | ァ | ア | ィ | イ | ゥ | ウ | ェ | エ | ォ | オ | カ | ガ | キ | ギ | ク |
| 30B |  | グ | ケ | ゲ | コ | ゴ | サ | ザ | シ | ジ | ス | ズ | セ | ゼ | ソ | ゾ | タ |
| 30C |  | ダ | チ | ヂ | ッ | ツ | ヅ | テ | デ | ト | ド | ナ | ニ | ヌ | ネ | ノ | ハ |
| 30D |  | バ | パ | ヒ | ビ | ピ | フ | ブ | プ | ヘ | ベ | ペ | ホ | ボ | ポ | マ | ミ |
| 30E |  | ム | メ | モ | ャ | ヤ | ュ | ユ | ョ | ヨ | ラ | リ | ル | レ | ロ | ヮ | ワ |
| 30F |  | ヰ | ヱ | ヲ | ン | ヴ | ヵ | ヶ | ヷ | ヸ | ヹ | ヺ | ・ | ー | ヽ | ヾ | ヿ |

Ved katakana i halv bredde benyttes i Unicode felterne U+FF65 til U+FF9F:
|     |  | 0  | 1 | 2 | 3 | 4 | 5 | 6 | 7 | 8 | 9 | A | B | C | D | E | F |
| FF6 |  | ｠ | ｡ | ｢ | ｣ | ､ | ･ | ｦ | ｧ | ｨ | ｩ | ｪ | ｫ | ｬ | ｭ | ｮ | ｯ |
| FF7 |  | ｰ  | ｱ | ｲ | ｳ | ｴ | ｵ | ｶ | ｷ | ｸ | ｹ | ｺ | ｻ | ｼ | ｽ | ｾ | ｿ |
| FF8 |  | ﾀ  | ﾁ | ﾂ | ﾃ | ﾄ | ﾅ | ﾆ | ﾇ | ﾈ | ﾉ | ﾊ | ﾋ | ﾌ | ﾍ | ﾎ | ﾏ |
| FF9 |  | ﾐ  | ﾑ | ﾒ | ﾓ | ﾔ | ﾕ | ﾖ | ﾗ | ﾘ | ﾙ | ﾚ | ﾛ | ﾜ | ﾝ | ﾞ | ﾟ |

Derudover omfatter Unicode felterne U+32D0 til U+32FE, hvor alle de grundlæggende katakana undtagen ン er omringet af en cirkel:
|     |  | 0  | 1  | 2  | 3  | 4  | 5  | 6  | 7  | 8  | 9  | A  | B  | C  | D  | E  | F  |
| 32D |  | ㋐ | ㋑ | ㋒ | ㋓ | ㋔ | ㋕ | ㋖ | ㋗ | ㋘ | ㋙ | ㋚ | ㋛ | ㋜ | ㋝ | ㋞ | ㋟ |
| 32E |  | ㋠ | ㋡ | ㋢ | ㋣ | ㋤ | ㋥ | ㋦ | ㋧ | ㋨ | ㋩ | ㋪ | ㋫ | ㋬ | ㋭ | ㋮ | ㋯ |
| 32F |  | ㋰ | ㋱ | ㋲ | ㋳ | ㋴ | ㋵ | ㋶ | ㋷ | ㋸ | ㋹ | ㋺ | ㋻ | ㋼ | ㋽ | ㋾ |    |

## Katakana til ainu
Da de fleste der taler ainu også har japansk som modersmål eller andetsprog bliver ainu for det meste også transskriberet med katakana. Da stavelserne i ainu i modsætning til japansk imidlertid også kan ende på konsonanter kommer det også til udtryk på skrift. Til dette formål skrives en tegn fra u-spalten i halv højde idet vokalen så er stum. F.eks. skrives up med ウㇷ, dvs. et u efterfulgt af et lille pu. I Unicode understøttes disse tegn med felterne U+31F0 til U+31FF.